# Bare (gmina Nikšić)
Bare (cyr. Баре) – wieś w Czarnogórze, w gminie Nikšić. W 2011 roku liczyła 47 mieszkańców.